# Obrátice
Obrátice (dříve Eberhartice, německy Wobratitz) jsou malá vesnice, část obce Smilovy Hory v okrese Tábor v Jihočeském kraji. Nachází se asi jeden kilometr jihovýchodně od Smilových Hor. Je zde evidováno 7 adres. V roce 2011 zde trvale žili čtyři obyvatelé.
Obrátice leží v katastrálním území Smilovy Hory o výměře 5,71 km².

## Historie
První písemná zmínka o vesnici pochází z roku 1320.
V současnosti ze statku zbyla pouze již značně pobořená obvodová zeď. V bývalém areálu statku je dnes několik nevyužívaných budov bývalého zemědělského družstva.

## Obyvatelstvo
| Rok            | 1869 | 1880 | 1890 | 1900 | 1910 | 1921 | 1930 | 1950 | 1961 | 1970 | 1980 | 1991 | 2001 | 2011 | 2021 |
| -------------- | ---- | ---- | ---- | ---- | ---- | ---- | ---- | ---- | ---- | ---- | ---- | ---- | ---- | ---- | ---- |
| Počet obyvatel | 79   | 91   | 89   | 70   | 65   | 57   | 44   | 42   | 25   | 23   | 8    | 9    | 11   | 4    | 4    |
| Počet domů     | 14   | 8    | 14   | 14   | 8    | 9    | 10   | 7    | 7    | 6    | 5    | 6    | 7    | 6    | 3    |

## Osobnosti
Narodil se tu a působil statkář a politik Emanuel Kletečka (1826–1895).

## Galerie

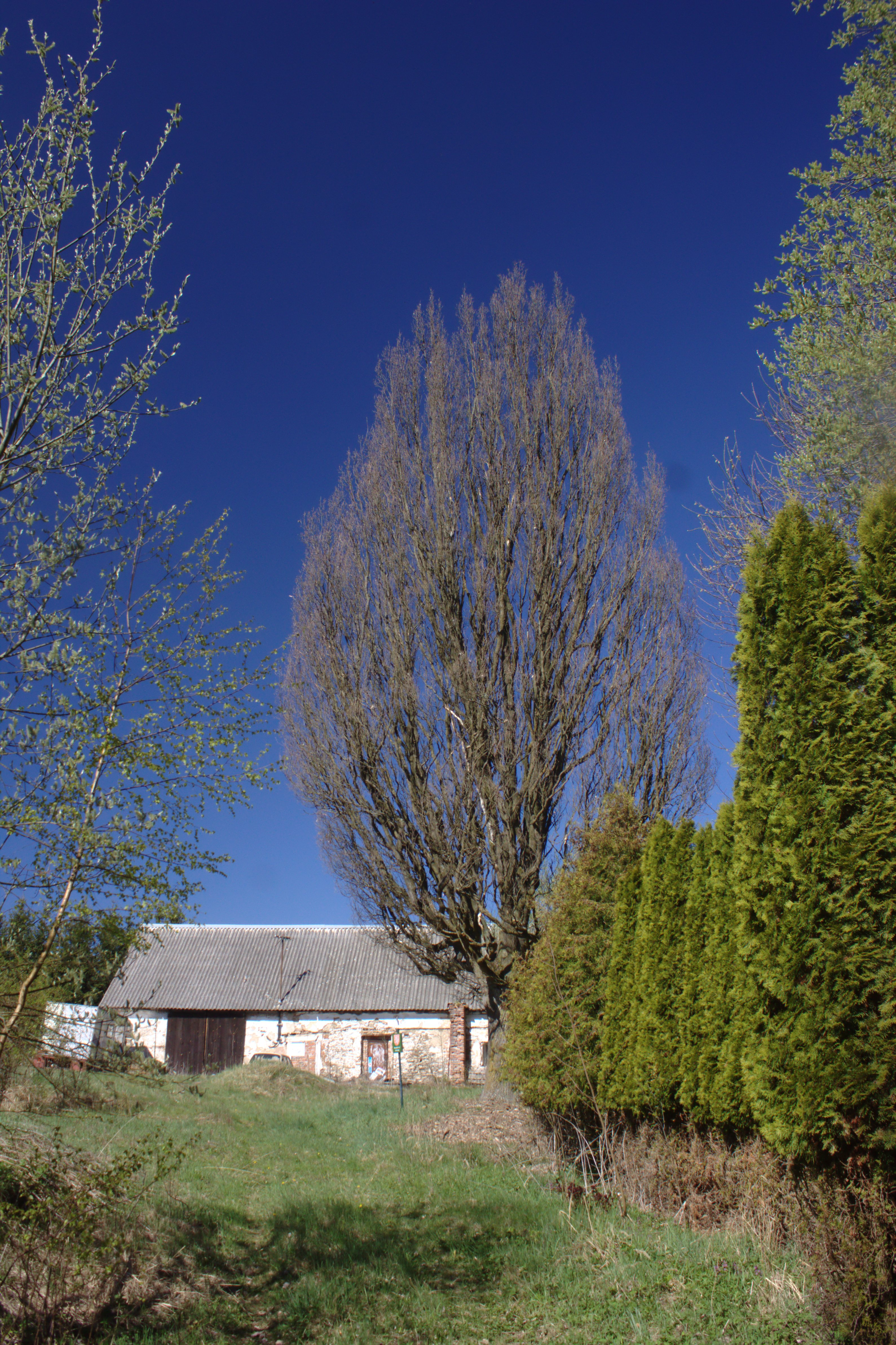
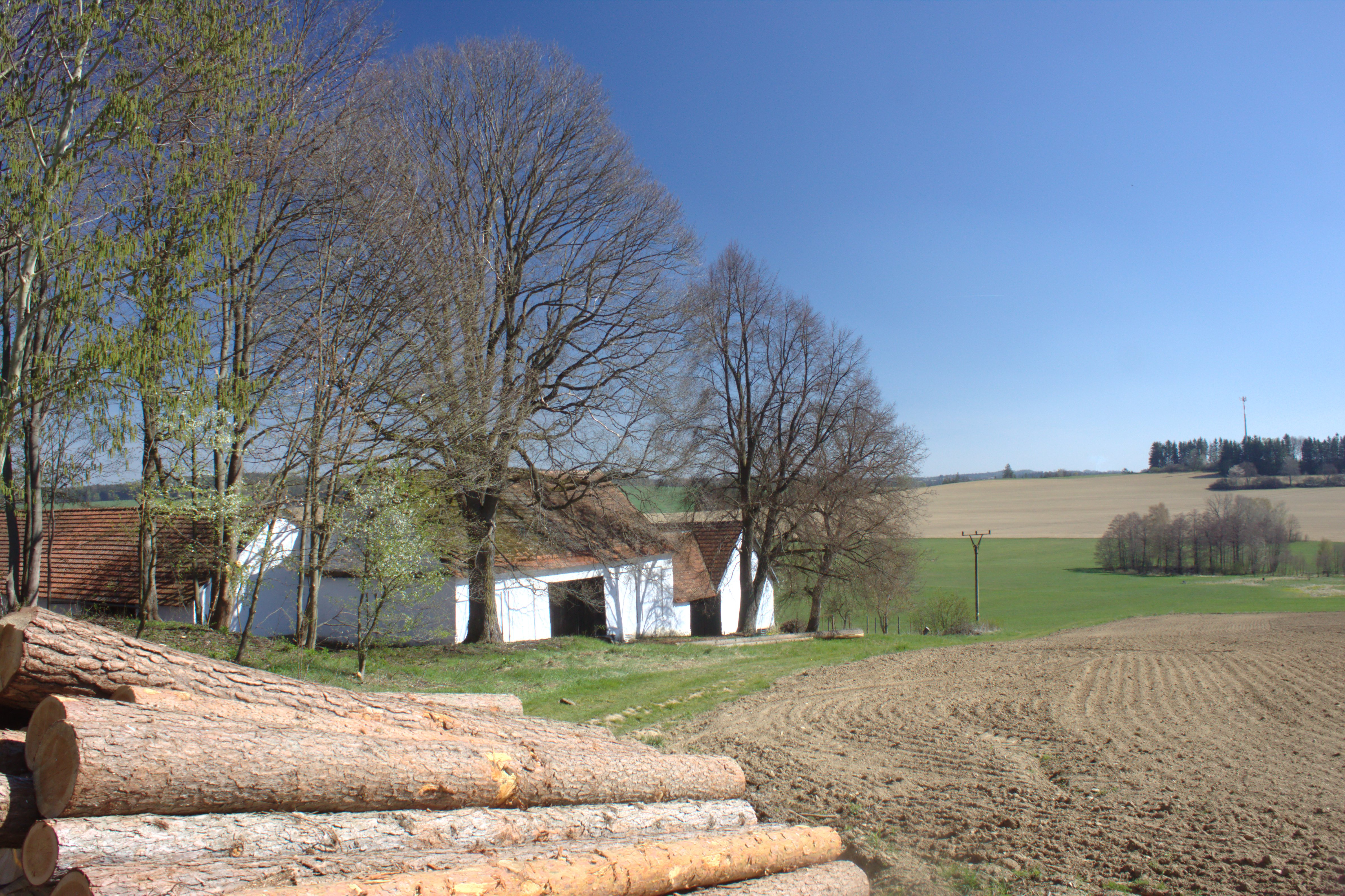
Stodoly
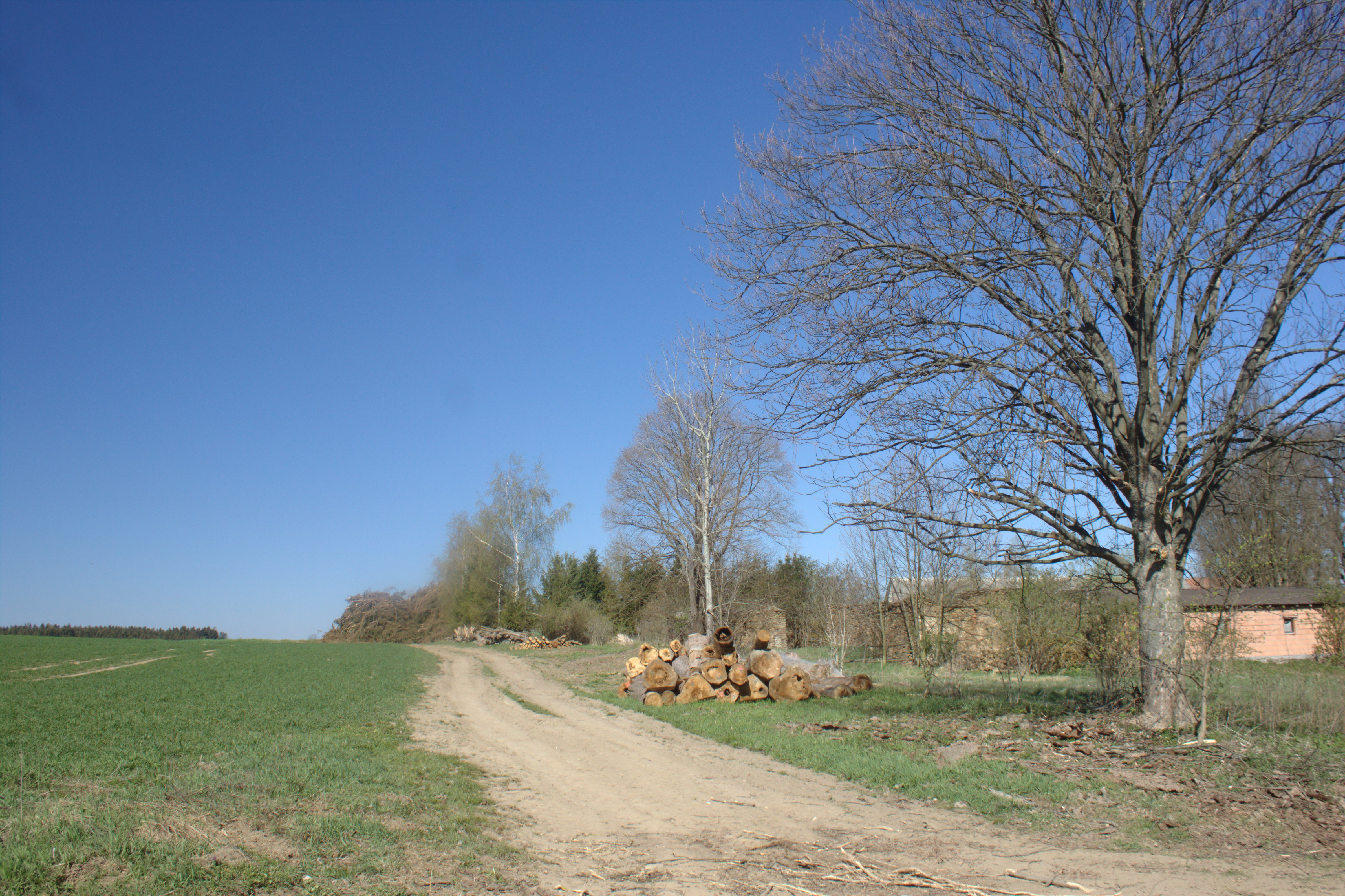
Cesta